# Дюкер

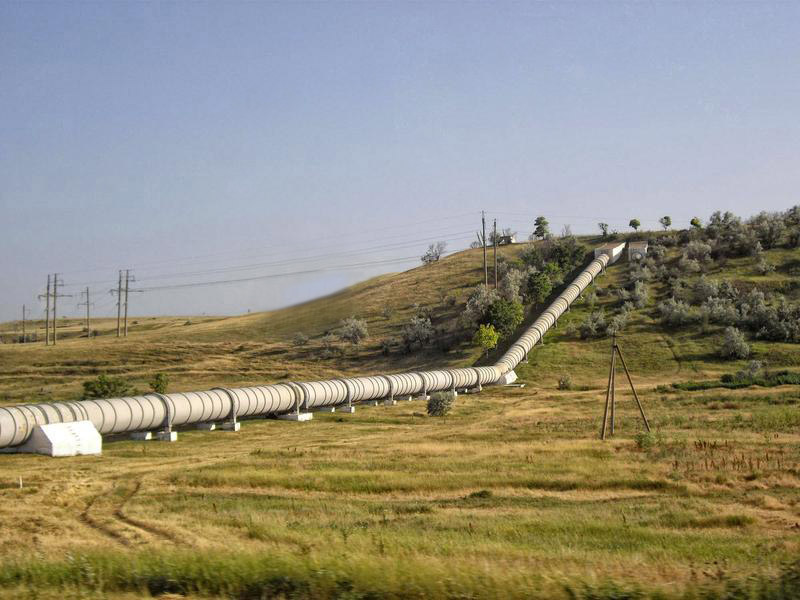
Дюкер біля Сімферополя.

Схема водопропускної труби для перетину каналу.

Дю́кер (англ. inverted siphon, tunnel; нім. Düker m, Durchlaß m, Unterführung f) — напірний трубопровід для постачання рідин або газів, що прокладається в місці перетину водних перешкод (річок, озер, водоймищ, морських акваторій тощо), під річищем річки, по схилах та дну яру, під залізницею чи дорогою. За видом водоймища розрізняють дюкери: річкові, морські та болотні; за характером транспортного продукту — водопровідні, нафтопровідні, нафтопродуктопровідні і газопровідні; за будовою — однотрубні і двотрубні; крім того, дюкери різняться за глибиною занурення у воду, внутрішнім тиском, діаметром, видом укладки на дні водоймища, кількістю паралельно прокладених труб, а також характером впливу транспортного продукту на довкілля.